# Ан-72П
Ан-72П — морський патрульний літак для авіації прикордонних військ. Придатний для експлуатації вдень і вночі, в простих і складних метеоумовах, в умовах високогір'я, при температурах від мінус 60 °C до плюс 45 °C.
Ан-72П призначений для:
- несення патрульної служби в прилеглій до узбережжя 200-мильній морській зоні, а також охорони рибних запасів;
- виявлення і боротьби з порушниками територіальних вод;
- ведення пошуково-рятувальних операцій;
- перевезення 22 десантників з особистою зброєю та спорядженням та їх повітряне десантування;
- перевезення до 16 поранених на ношах в супроводі медпрацівника;
- перевезення боєприпасів, матеріальних засобів та технічного майна загальною масою до 5 т.

## Історія
Патрульний літак Ан-72П розроблявся в АНТК імені Олега Антонова на замовлення прикордонних військ КДБ СРСР. Головним конструктором був призначений В. С. Герасименко. Технічні характеристики Ан-72 підходили для потреб прикордонних військ. Прототип патрульного літака був виготовлений із серійного Ан-72 № 006. Літак оснастили прицільно-навігаційною системою «Черника», оптико-телевізійним комплексом ОТВ-34Р, аеро-фотознімальним обладнанням, озброєнням, рятувальними плотами й маркерними буями. Були облаштовані місця штурмана, бортрадиста і спостерігача. Борт Ан-72 № 006, бувши літаком-демонстратором, має посилений силовий набір. Літак може виконувати такі фігури вищого пілотажу, як мертва петля (коса) і бочка.
Перший політ Ан-72П здійснив 29 листопада 1984 року, за штурвалом якого був екіпаж льотчика — випробувача С. В. Максимова. Державні випробування відбувалися в Криму та на Далекому Сході. Після усунення недоліків, виявлених впродовж випробувань, на Харківському авіаційному заводі було розгорнуто серійне виробництво. Перший серійний Ан-72П піднявся в небо 5 квітня 1990 року.
Вже 26-27 квітня екіпаж військового приймання на чолі з підполковником В. М. Іванцовим відпрацював на полігоні під Феодосією його бойове застосування. Були здійснені стрільби з гармати, пуски НАР і бомбометання.
Серійне виробництво тривало до 2002 року. Всього за час виробництва було випущено 17 літаків Ан-72П, 2 з них перебувають на озброєнні прикордонних військ України, де раніше базувалися в Криму, а тепер — в Одесі, і 15 на озброєнні прикордонних військ Росії.

## Технічний опис
Ан-72П побудований за аеродинамічною схемою вільно несущого високоплану із Т-подібним оперенням. Фюзеляж герметичний, круглого перерізу, типу півмонокок.
Для забезпечення ефекту Коанда доцільно було використовувати ТРДД із високим ступенем двоконтурності. Ефект Коанда передбачає обдув крила потоком вихлопних газів. Оскільки крило виготовлялось в основному із дюралюмінієвих сплавів, які втрачали свою міцність при температурі 150 °С, температура вихлопних газів відігравала важливу роль при виборі двигуна. ТРДД Д-36 надавав достатньо повітря, що забезпечувало доволі низьку температуру вихлопних газів. Для збільшення поверхні обдуву двигуни були винесені перед центропланом, а їх гондолам ззаду надана спеціальна форма, що «розмазує» вихлопний потік по крилу.
Силова установка Ан-72П складається із двох ТРДД Д-36 і ДСУ ТА-12. Для скорочення пробігу двигуни були обладнані реверсом тяги.
Крило стрілоподібне, великого подовження, трапецієподібне в плані. По всій довжині крило оснащене висувними закрилками, на центроплані — двощілинні, а на консолях — три щілинні. На передньому краю консолей встановленні передкрилки. На верхній частині центроплана та консолей розташовані по чотири секції інтерцепторів. Зовнішні інтерцептори використовуються разом із елеронами для гасіння підіймальної сили при зниженні по крутій глісаді, внутрішні — при пробігу або у випадку перерваного злету для збільшення спротиву літака і навантаження на шасі. Використання інтерцепторів дозволило підвищити ефективність гальмування до 20 %.
Хвостове оперення Т-подібне. Стерно напрямку двошарнірної конструкції розділене на дві частини. Верхня частина керується бустерами системи управління, а нижня — педалями пілота. Стерна мають аеродинамічне та вагове балансування. Нижня частина стерна напрямку оснащена тримером, а стерно висоти оснащене тримером та сервокомпенсатором.
Шасі складається із передньої поворотної опори і чотирьох основних опор із незалежною важільною підвіскою. Стійки шасі не оснащені замками прибраного стану, щоб запобігти їх заклинюванню при потраплянні бруду. Прибране шасі лежить на стулках. При відмові гідросистеми шасі випускаються механічно. У випадку несправностей літак може приземлитись на три основних стійки (з однією несправною).
В обтічнику лівого шасі розташований оптико-телевізійний комплекс, коли камери вимкнені — закривається шторка. Також під зсувною стулкою вантажного люка розташований комплекс фотоапаратури. У нічний час фотографування забезпечують освітлювальні авіабомби або набої ОФП-2А.
Перед обтічником правого шасі розташований підфюзеляжний пілон контейнера УПК-23-250 із двоствольною гарматою ГШ-23Л. На двох підкрильних пілонах можуть підвішуватись два гарматних блоки УБ-32М із 64 некерованими авіаційними ракетами сімейства С-5. У вантажній кабіні над люком розміщені 4 точки підвісу для авіабомб калібру 100 кг, які можна скидати при відкритому вантажному люці.
Також при необхідності, з літака через вантажний люк можна скинути рятувальні плоти й маркерні буї.